# Marco Adinolfi
Marco Adinolfi OFM (ur. 10 czerwca 1919 w Angri, zm. 29 sierpnia 2005 w Cava de’ Tirreni) – włoski biblista.

## Życiorys
Marco Adinolfi urodził się w miejscowości Angri w regionie Kampania 10 czerwca 1919 roku. Po odbyciu nowicjatu złożył pierwszą profesje zakonną w Zakonie Braci Mniejszych 13 października 1935 roku. Święcenia kapłańskie przyjął 9 sierpnia 1942 roku. Po II wojnie światowej studiował na rzymskim Antonianum. W 1949 zdał egzamin licencjacki przed komisją Instytutu Biblijnego w Rzymie. W 1958 obronił pracę doktorską z teologii biblijnej. Po powrocie do macierzystej prowincji zakonnej był wykładowcą w seminarium, zaś od 1961 redagował periodyk Rivista Biblica. Był konsultorem Papieskiej Komisji ds. Neowulgaty oraz członkiem komisji redagującej włoski Nowy Katechizm w 1967 roku. Z polecenia generała zakonu Augustina-Josepha Sépinskiego wykładał Pismo Święte w rzymskim Antonianum oraz Studium Biblicum Franciscanum w Jerozolimie w latach 1962-1995. Był też dyrektorem centrum prasowego i wydawnictwa Kustodii Ziemi Świętej w Mediolanie. Od 2004 przebywał w klasztorze swojej prowincji w miejscowości Cava de’ Tirreni, gdzie zmarł 29 sierpnia 2005 roku. Ojciec Adinolfi był animatorem grup biblijnych we Włoszech, oprowadzał pielgrzymki po Ziemi Świętej. Bibliografia biblisty obejmuje blisko 200 publikacji.